# Insatanity
Insatanity ist eine US-amerikanische Black- und Death-Metal-Band aus Philadelphia, Pennsylvania, die 1992 gegründet wurde. Die Gruppe hat mittlerweile ihren Sitz nach Tampa, Florida, verlegt.

## Geschichte
Die Band wurde im Juni 1992 von dem Sänger Mark Rhochar gegründet. Ergänzt wurde die Besetzung zunächst durch die Gitarristen Jay Lipitz und Dan Roberts, den Bassisten Lou Suppa und den Schlagzeuger Matt Mazzenga. Nachdem die ersten Lieder geschrieben worden waren, erschien im Februar 1993 ein erstes aus vier Liedern bestehendes selbstbetiteltes Demo. Nachdem die Gruppe an weiteren Songs geschrieben hatte, begab sie sich im Oktober 1993 erneut ins Studio, um das Demo Ad Maiorem Satanae Gloriam, das ebenfalls vier Lieder enthält, aufzunehmen. Ein drittes Demo folgte im Juni 1995 unter dem Namen Unholiness Rising. Im September unterzeichnete die Band einen Plattenvertrag bei dem griechischen Label Unisound International Records, worüber im Januar 1996 das Debütalbum Divine Decomposition erschien. Die Besetzung bestand zu dieser Zeit aus dem Sänger Mark Rhochar, den Gitarristen Dan Roberts und Jay Lipitz, dem Bassisten Chris Lytle und dem Schlagzeuger Matt Mazzenga. Kurz nach der Veröffentlichung trennte sich die Gruppe von dem Label. Die Band schrieb danach weiter neue Lieder und trat mit diesen live auf. Im Juli 1997 begab sie sich erneut ins Studio, um Material für eine Split-Veröffentlichung mit Immortal Suffering aufzunehmen, die im selben Monat bei Mortal Coil Records erschien. Die folgenden Jahre waren geprägt von Besetzungswechseln und verschiedenen kleinen Rückschlägen. Wegen eines hohen Mitgliederverlustes begab sich die Gruppe schließlich in eine längere Pause.
2001 nahm die Band ihre Aktivität wieder auf und gab wieder Konzerte. In den folgenden Jahren fanden weitere Besetzungswechsel statt, wodurch es nicht möglich war, neues Material zu schreiben. So konnte etwa eine EP, die 2002 unter dem Namen The Plague Of Amon veröffentlicht werden sollte, nicht realisiert werden. Die Besetzung stabilisierte sich erst wieder Anfang 2005. Danach begab sich Insatanity ins Studio, um vier Lieder für die EP The Black Stone aufzunehmen, die bei Descended Lord Records erschien. Im September ging es alleine auf eine US-Tournee, ehe sechs Monate später die Arbeiten zum nächsten Album The Day God Died begannen. Etwa zur selben Zeit unterzeichnete die Band einen Vertrag bei Grim Nocturnal Records. Die Aufnahmen für das erste Album ihres Vertragspartners begannen im März 2007. Als Schlagzeuger war mittlerweile David Kinkade in der Band. Aufgrund einer Tour durch Nordamerika zusammen mit Manias und Zircon wurden die Aufnahmen jedoch unterbrochen. Während der Tour verließ der Schlagzeuger die Besetzung, sodass diese mit einem anderen beendet wurde. Es wurde daraufhin die Kompilation Sheol veröffentlicht, die aus Songs der drei offiziellen Veröffentlichungen sowie aus Liedern zweier anderer Sampler zusammengesetzt wurde. Nach der Rückkehr von der Tour plante die Band, die Aufnahmen fortzusetzen. Damit der neue Schlagzeuger Zeit hatte, das neue Material zu lernen, wurden in der Zwischenzeit die Lieder, die für The Day God Died mit dem alten Schlagzeuger aufgenommen worden waren, im September 2010 als EP veröffentlicht. Die Aufnahmen zum Album konnten jedoch auch in den nächsten Jahren aufgrund von weiteren Besetzungswechseln nicht beendet werden. 2014 ging die Band zusammen mit Bloodsoaked auf eine Europatournee, welches die ersten Auftritte für Insatanity in Europa darstellten. Nach der Rückkehr in die USA wurde der Sitz der Band nach Tampa, Florida, verlegt. Daraufhin wurden schnell neue Mitglieder gefunden, ehe ein paar Monate später Auftritte stattfanden und an neuen Songs geschrieben wurde. 2015 ging es auf eine dreiwöchige US-Tournee zusammen mit Nervochaos. Zudem wurde ein Plattenvertrag bei Pathologically Explicit Recordings unterzeichnet. Hierüber wurde Divine Decomposition mit neuem Artwork wiederveröffentlicht. Nach einem Auftritt auf dem Las Vegas Deathfest im Jahr 2017 erschien 2018 die EP Upon the Ivory Throne.

## Stil
Eduardo Rivadavia von Allmusic bezeichnete Insatanity als Kult-Death-Metal-Band, die die Brutal-Death-Metal-Szene zusammen mit anderen Gruppen wie Vital Remains, Suffocation und Immolation geprägt habe. Joel McIver schrieb in seinem Buch Extreme Metal II, dass die Band eine Mischung aus satanistischem Death Metal und Black Metal spielt, wobei sie auf Black-Metal-typische Elemente wie die Verwendung von Corpsepaint sowie Keyboard-Klängen verzichte. Die Einstellung der Band sei jedoch anti-christlich. Zwei Bandmitglieder seien außerdem Anhänger von Anton LaVeys Church of Satan.
Henry Akeley von chroniclesofchaos.com beschrieb die Musik von Divine Decomposition als Standard-Death-Metal im Stil von Internal Bleeding und Suffocation. In ihren Songs verarbeite die Gruppe böse klingende Riffs, raue Screams, sehr tiefe Growls und diverse Tempovariationen. Das Album reiche jedoch nicht von der Kreativität und dem technischen Spielvermögen her an Bands wie Cannibal Corpse und Kataklysm heran. Auf explicitlyintense.com wurde das Album als brutaler Death Metal mit Spuren von Black Metal bezeichnet. Die Musik sei aggressiv und mit tiefem gutturalem Gesang versehen.

## Diskografie
- 1993: Insatanity (Demo, Eigenveröffentlichung)
- 1994: Ad Maiorem Satanae Gloriam (Demo, Eigenveröffentlichung)
- 1995: Unholiness Rising (Demo, Eigenveröffentlichung)
- 1996: Divine Decomposition (Album, Unisound International Records)
- 1997: Vengeance from Beyond the Grave (EP, Eigenveröffentlichung)
- 1997: Promo Tape (Split mit Immortal Suffering, Mortal Coil Records)
- 1997: Vengeance from Beyond the Grave / Images of Horror (Split mit Immortal Suffering, Mortal Coil Records)
- 2005: The Black Stone (EP, Descended Lord Records)
- 2005: Sheol (Kompilation, Grim Nocturnal Records)
- 2008: Dark Friday Overture (EP, Grim Nocturnal Records)
- 2010: The Day God Died (EP, Grim Nocturnal Records)
- 2018: Upon the Ivory Throne (EP, Pathologically Explicit Recordings)